# Gustave-Marie Bleicher
Pour les articles homonymes, voir Bleicher.
Gustave-Marie Bleicher, né le 16 décembre 1838 à Colmar et mort assassiné le 8 juin 1901 à Nancy, est un biologiste et un géologue français.

## Biographie
Il finit des études de médecine et de pharmacie à Strasbourg en 1862 en tant qu'élève militaire puis il opte pour la France à l'issue de la Guerre franco-prussienne de 1870 et quitte l'Alsace, finissant ses études à Montpellier.
Il participa à divers débats de géologie sur l'érosion et l'origine des montagnes.
Le 7 juillet 1869, il devient membre titulaire de la Société des sciences naturelles de Strasbourg puis, en 1873, est membre correspondant depuis l'hôpital militaire d'Oran où il est en poste.
En 1876, quittant l'armée, il est nommé professeur d'histoire naturelle à l'École supérieure de pharmacie de Nancy, puis directeur de l'école en 1900.
Il meurt assassiné dans son laboratoire par un individu exalté en 1901.
Il a initié Jules Beaupré à l'archéologie et l'a pris par la suite comme collaborateur au laboratoire de l'École supérieure de pharmacie de Nancy.

## Publications
- Gustave Bleicher, Guide du géologue en Lorraine : Meurthe-et-Moselle, Vosges, Meuse, Paris, Berger-Levrault, 1887 (lire en ligne)
- Gustave Bleicher, Les Vosges : le sol et les habitants, Paris, J.-B. Baillière et fils, 1890 (lire en ligne)

## Sociétés
- Académie lorraine des sciences, président
- Académie nationale de médecine, membre correspondant, 1895 - 1897
- Comité des travaux historiques et scientifiques, membre, 1889 - 1897
- Société d'histoire naturelle et d'ethnographie de Colmar, membre
- Société géologique de France, membre, 1864 - 1897

## Hommages
- À Nancy :
  - Un monument à sa mémoire est inauguré le 8 juin 1903[3],[4].
  - La rue du Docteur-Bleicher relie la rue Albin-Haller à l'avenue de la Libération[5].